# 等比例税
等比例税是一种固定税率的税，它的税率不会随着征税部分收入的增加或减少而改变，所以税额与征税部分收入成比例。“等比例”描述了这种税对收入或支出的分配效应，特指其税率始终保持一致（随着收入或消费变化不会增高或者降低），边际税率始终不变。